# 佐藤信顕
佐藤 信顕（さとう のぶあき、1976年 - ）は日本の葬祭業者（「佐藤葬祭」代表取締役、1級葬祭ディレクター、同試験官）、Youtuber（葬儀葬祭ch）。

## 略歴
1976年、東京世田谷の佐藤葬祭の跡取りに生まれる。小学生時分から家業を手伝う。帝京大学在学中の1996年、先代である父親が亡くなり、大学を中退して家業を継ぐ（3代目）。
以降、家業に邁進し、2010年5月にはYoutubeチャンネル「びきまえ」に参加。近隣の同業者と葬儀について、業者の立場から発信する。
2013年10月には自社のch、「葬儀葬式ch」を開設。葬儀についてのあらゆる情報を2025年現在に至るまで発信し続けているほか、書籍や映画の監修、番組出演なども行っている。

## 著作リスト
- 『ザ・葬儀のコツ - まちの葬儀屋三代目が書いたそのとき失敗しない方法 - 』（合同フォレスト、2011年）
- 『遺体と火葬のほんとうの話』（二見書房、2019年）

### 監修
- 『葬儀・法要会葬者のためのあいさつ・マナー』（池田書店、2006年）
- 『日本人として心が豊かになる家族と自分のお葬式』（青志社、2010年）
- 『マンガでわかる孤独死対策 -ひとりぼっ死の後始末-』（家の光協会、2025年）

### 共著
- 『一人で老い、一人で死ぬ社会』（上野千鶴子、村山達也、ヒロシ、木村由香と、中央公論新社、2021年）

### 記事
- CiNii>佐藤信顕

## 出演

### TV
BS
- 『ダラケ! 〜お金を払ってでも見たいクイズ〜』「葬祭ディレクター」ダラケ（BSスカパー!、2015年11月12日）

## インタビュー
- 「「死にたい」に寄り添うだけではだめだった 葬儀会社のYouTube│佐藤葬祭」【他力本願ネット】2021年03月05日付
- 「目には見えないけど、大切なものはすぐそばに…「愛する人」を失った遺族に葬儀社三代目YouTuberが語る「幽霊の存在」」【現代ビジネス】2024年01月07日付

## その他
- 映画『おくりびと』 - 美術協力
- マンガ『終のひと』（清水俊、双葉社） - 佐藤葬祭が主人公の葬儀社のモデル[3]